# زاالپلاته
زاالپلاته (به آلمانی: Saaleplatte) یک شهر در آلمان است که در تورینگن واقع شده‌است. زاالپلاته ۳٬۱۴۷ نفر جمعیت دارد.